# Zhang Ren
Zhang Ren (? - 213) foi um general a serviço de Liu Zhang durante o final da dinastia Han Oriental.
Na batalha de Chen Du fez uma emboscada e conseguiu matar, o estrategista militar do reino de Shu, Pang Tong.
Alguns meses depois em batalha foi capturado, pelas forças de Liu Bei.
Ele se recusou a se unir a Liu Bei dizendo: "Um leal oficial não pode servir a dois mestres, eu declino". Logo após foi executado por Liu Bei. Liu Bei comovido pela lealdade de Zhang Ren fez um enterro digno ao seu nome.